# Ván bài lật ngửa: Đứa con nuôi vị giám mục
Ván bài lật ngửa: Đứa con nuôi vị giám mục (tiếng Anh: Cards on the Table: The Foster Son of the Archbishop) là tập đầu tiên trong loạt series Ván bài lật ngửa; phim dựa theo tiểu thuyết Giữa biển giáo rừng gươm của nhà văn Trần Bạch Đằng. Phim được chiếu ra mắt vào 1982.

## Nội dung
Sau Hiệp định Genève, các cán bộ của Việt Minh (cả dân sự lẫn quân sự) đều được tập kết ra Bắc. Cũng có nhiều cán bộ Việt Minh đã bí mật ở lại. Trong đó có Robert Nguyễn Thành Luân, trưởng phòng mật vụ Ban quân sự Nam Bộ được Đảng cộng sản Việt Nam giao nhiệm vụ "hồi chánh" Chính phủ Quốc gia Việt Nam để phục vụ công tác tình báo.
Ông về Vĩnh Long, vùng này thuộc giáo phận của Giám mục Phêrô Ngô Đình Thục, vốn quen biết gia đình ông từ lâu. Gia đình anh theo Thiên chúa giáo lâu đời, rất thân thiết với Giám mục Ngô Đình Thục. Giám mục Ngô Đình Thục rất quý mến Luân và nhận Luân làm con nuôi. Giám mục Ngô Đình Thục giới thiệu Luân với Ngô Đình Nhu. Nhu đã sai thuộc hạ thử lòng Luân nhiều lần và sau đó đã tin tưởng Luân.
Luân trở về Sài Gòn và trở thành phụ tá cho Ngô Đình Nhu, giữa lúc tình hình rất khó khăn: lực lượng Bình Xuyên gây rối khắp nơi. Chính phủ ra tối hậu thư yêu cầu Bình Xuyên đóng cửa Casino Grande Monde (Đại Thế giới) thuộc quyền điều hành của Bình Xuyên nếu không sẽ cưỡng chế. Bình Xuyên không chấp thuận và chốt một đại đội vũ trang đầy đủ chốt tại chợ An Bình sẵn sàng phản công nếu có lượng lực nào tới giải tán Đại Thế giới.
Sáu Thưng, một sỹ quan vô kỷ luật từng chung đơn vị cùng Luân khi ở chiến khu giờ đã gia nhập Bình Xuyên, biết Luân đang làm phụ tá cho Ngô Đình Nhu. Sáu Thưng đã tới hăm dọa nếu không đưa 10 nghìn đồng hắn sẽ khai Luân là đảng viên Đảng cộng sản Việt Nam, điều mà nhiều phe phái không biết về Luân.
Luân đã gặp Lại Hữu Tài và Lại Văn Sang (hai lãnh đạo của Bình Xuyên), ly gián nội bộ khi khai Lý Kai (thành viên cao cấp trong Bình Xuyên) là nội gián của Ngô Đình Nhu và Sáu Thưng phản bội Bình Xuyên và sẽ nhận 10 nghìn đồng của Ngô Đình Nhu. Khi Luân giao 10 nghìn đồng cho Sáu Thưng đã bị chụp hình lại. Bình Xuyên bắt giữ Sáu Thưng vì tội phản bội và xử bắn.

## Diễn viên
- Nguyễn Chánh Tín - Robert Nguyễn Thành Luân
- Lâm Bình Chi - Ngô Đình Nhu
- Đỗ Văn Nghiêm - Giám mục Ngô Đình Thục
- Đặng Trí Hoàng Sơn - Lại Văn Sang
- Việt Thanh - Lại Hữu Tài
- Hùng An - Sáu Thưng
- Cai Văn Mỹ - Lý Kai
- Lê Minh Tuấn - Cò Mi Ngọc
- Lâm Thế Thành - Sa
- Thu Hồng - Trần Lệ Xuân

## Giải thưởng
| Giải                              | Thể loại      | Tên | Kết quả   |
| --------------------------------- | ------------- | --- | --------- |
| Liên hoan phim Việt Nam lần thứ 6 | Giải đặc biệt |     | Đoạt giải |